# Karolinenstraße 15 (Augsburg)

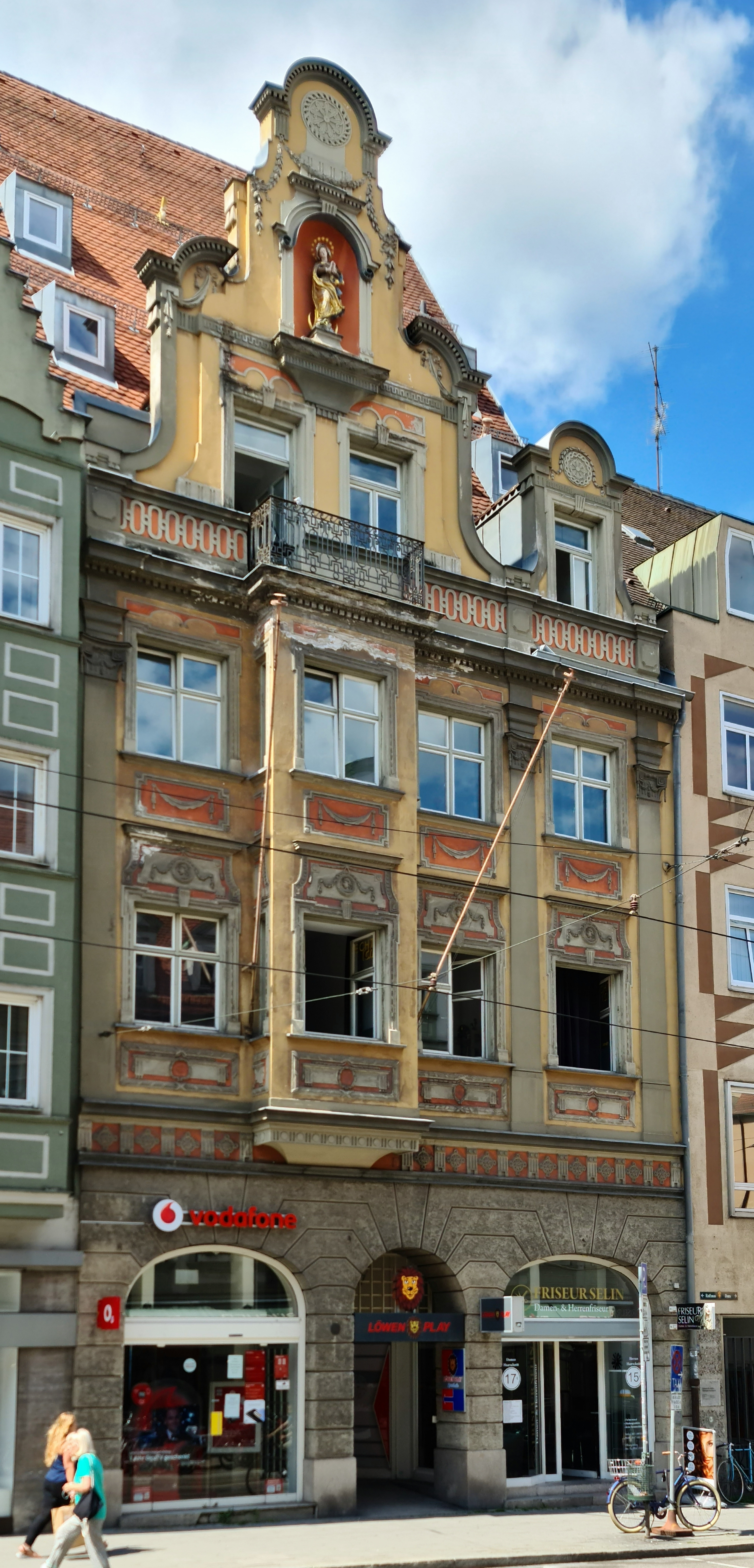
Das Haus Karolinenstraße 15 in Augsburg (August 2021)

Das Bürgerhaus Karolinenstraße 15 (ehemals Litera D 41) befand sich in der Innenstadt von Augsburg und war als Baudenkmal in der Bayerischen Denkmalliste eingetragen. Es wurde im September 2021 durch einen Brand zerstört und anschließend bis auf wenige verbleibende Reste abgebrochen.

## Geschichte
Im Kern stammte das Haus an der Karolinenstraße aus der Mitte des 16. Jahrhunderts. Die Fassade bis zur Traufe wurde um 1800 mit klassizistischem Stuckdekor (sogenannter Zopfstil) gestaltet. 
In den 1890er Jahren wurde die Fassade umgestaltet und das Eingangsportal im Erdgeschoss, über dem sich eine Nische (der ursprüngliche Standort der Hausmadonna) befand, entfernt. Den Zwerchgiebel in barockisierendem Neorenaissancestil ergänzte man 1912. Anfang des 20. Jahrhunderts war das Anwesen Verlagshaus des Papierwaren- und Postkartenherstellers C. Holfelder & Cie. Bei den Luftangriffen auf Augsburg im Zweiten Weltkrieg wurde das Gebäude zwar getroffen, die Fassade blieb jedoch weitgehend erhalten.
1984/85 wurde das Haus saniert. In diesem Zuge ersetzte man die Hausmadonna durch eine Kopie aus Gussstein. Das aus Holz geschnitzte Original wurde 2013 auf einer Auktion versteigert und befindet sich seither in der Studiensammlung der Diözese Augsburg.

## Brandzerstörung 2021

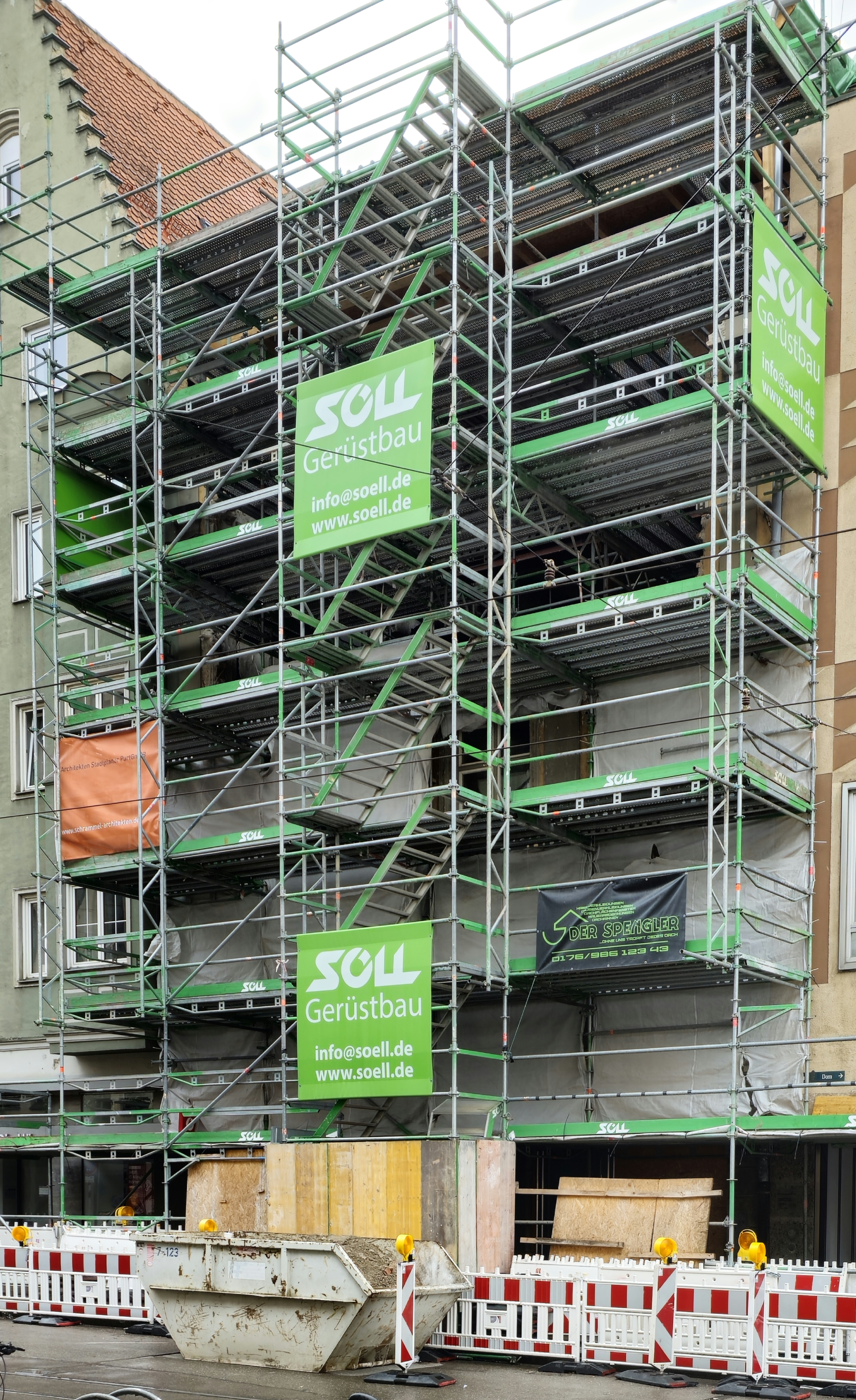
Eingerüstete Fassade nach der Brandzerstörung, Foto der Baustelle von 2023

Am Freitag, dem 10. September 2021, brach in den Abendstunden im Dachstuhl des Hauses ein Feuer aus. Laut Kriminalpolizei wurde der Brand „mit an Sicherheit grenzender Wahrscheinlichkeit durch einen technischen Defekt beim Aufladen eines privaten E-Scooters verursacht“, welcher sich bei Brandausbruch im Eingangsbereich einer Wohnung im dritten Stock befand.
Bis Sonntagmorgen gelang es der Berufsfeuerwehr Augsburg zusammen mit weiteren Stadtteilfeuerwehren, den Brand zu löschen und ein Übergreifen auf die Nachbarbebauung zu verhindern. Drei Personen wurden bei dem Brand leicht verletzt und auch mehrere Feuerwehrleute mussten ärztlich behandelt werden. Die tragenden Strukturen des Gebäudes wurden bei dem Brand so stark in Mitleidenschaft gezogen, dass seitens der Stadt Augsburg entschieden wurde, das Gebäude abzubrechen. Die Kopie der Hausmadonna konnte zuvor noch gerettet werden.
Bis zur Zerstörung handelte es sich um das älteste erhaltene historische Gebäude an der Augsburger Karolinenstraße. Über eine Rekonstruktion der in den Untergeschossenen noch teilweise erhaltenen Fassade wird diskutiert.

## Beschreibung
Bei dem Gebäude handelte es sich um einen dreigeschossigen Traufseitbau mit Satteldach. An der Fassade zur Karolinenstraße hin waren ein Zwerchgiebel und ein Flacherker angeordnet. Im Zwerchgiebel befand sich eine Nische für die barocke Holzskulptur der Maria Immaculata, die von einem unbekannten Bildhauer im 18. Jahrhundert geschaffen wurde. Ursprünglich stand die Figur in einer Nische über dem Eingangsportal im Erdgeschoss. Die Fassade war mehrfarbig gestaltet und mit reichhaltigen Ornamenten verziert. Dazu zählten eckige Voluten, Perlstäbe, aufwändige Fensterumrandungen sowie Tuch- und Lorbeergirlanden mit mittig angeordneten Medaillons.